# Simon Batz (athlétisme)
Ne doit pas être confondu avec Simon Batz.
Pour les articles homonymes, voir Batz.
Simon Batz, né le 1er décembre 2002 à Mindelstetten, est un athlète allemand spécialiste du saut en longueur.

## Biographie
Il remporte la médaille d'argent du saut en longueur lors des championnats d'Europe espoirs 2023 à Espoo. Il décroche cette même année ses deux premiers titres nationaux, en salle et en plein air.
Il se classe 4e des championnats du monde en salle 2024 à Glasgow avec un saut à 8,06 m. Quelques jours auparavant, à Lyon, il portait son record personnel à 8,18 m,.

## Palmarès
| Date | Compétition                    | Lieu    | Résultat | Marque |
| ---- | ------------------------------ | ------- | -------- | ------ |
| 2023 | Championnats d'Europe espoirs  | Espoo   | 2e       | 7,72 m |
| 2024 | Championnats du monde en salle | Glasgow | 4e       | 8,06 m |
| 2024 | Jeux olympiques                | Paris   | 6e       | 8,07 m |

## Records
| Épreuve          | Marque | Lieu | Date           |
| ---------------- | ------ | ---- | -------------- |
| Saut en longueur | 8,18 m | Lyon | 9 février 2024 |